# Assebbab
Assebbab (franska: Assebbab (CR), Assebbab (Commune Rurale), arabiska: تمروت) är en kommun i Marocko.   Den ligger i provinsen Guercif och regionen Oriental, i den nordöstra delen av landet, 300 km öster om huvudstaden Rabat. Antalet invånare är 6 721.